# Ragnvald den helige
Ragnvald den helige eller Ragnvald Kale Kolsson (Rǫgnvaldr Kali Kolsson), född under 1100-talets första decennium, död den 20 augusti 1158, var en norsk skald och jarl på Orkneyöarna. Han var en av författarna till kvädet Háttalykill, som brukar räknas som föregångare till Snorre Sturlassons Háttatal. Han lät också bygga Sankt Magnuskatedralen i Kirkwall (Kirkjuvágr). År 1151 for han med ett stort följe på korståg till det heliga landet. Återkommen till Orkney indrogs han i maktstrider och mördades. Sedan det skett järtecken vid hans grav, och på den plats där han gav upp andan, blev han enligt Orkneyinga saga och isländska annaler helgonförklarad av påve Celestinus III år 1192. Påvens roll i kanoniseringsprocessen har dock inte kunnat bekräftas från andra källor.

## Släkt och familj
Ragnvalds dopnamn var Kale (Kali). Hans far var Kol Kalesson (Kolr Kalason), lendman i Agder i Norge. Modern hette Gunhild (Gunnhildr) och var syster till Orkneyjarlen och helgonet Magnus Erlendsson (död 1115). Det var genom sin mor som Kale kunde göra maktanspråk på Orkneyöarna. Namnet Ragnvald fick han som jarlsnamn av kung Sigurd Jorsalafare, sedan denne år 1129 hade tilldelat honom halva jarldömet på Orkney. Kungen hade hört Kales mor säga att hon tyckte att Ragnvald Brusesson (Rǫgnvaldr Brúsason) varit den främste av alla Orkneyjarlar, varför han trodde att det namnet skulle vara lyckobringande.

## Levnad

### Ungdom
Den unge Kale växte upp i Agder, där fadern ägde flera gårdar. Han var "av medellängd, välskapt, med starka lemmar och ljusbrunt hår". Han sägs också ha varit duktigare än de flesta, och berömmer sig själv i en lausavísa av att behärska nio konster: Brädspel (tafl; troligen hnefatafl), runor, bokläsning (kanske kunskap i latin), smide (med detta avses all slags slöjd), skidåkning, bågskytte, rodd, harpospel och skaldediktning. Listan kan måhända ge en inblick i vad en ung ädling i Norge vid denna tid förväntades kunna.
Vid 15 års ålder gav sig Kale ut på handelsfärder till bland annat England, där han träffade och blev vän med Harald Gille. Harald hade anspråk på den norska tronen och Kale ville ha sin morbrors del av Orkney; i fortsättningen kom de båda att hjälpa varandra.

### Jarl på Orkney
När Kale utnämndes till jarl över halva jarldömet på Orkney och fick namnet Ragnvald, var redan hans syssling Pål Håkonsson (Páll Hákonarson) jarl över hela området och vägrade dela med sig av makten. Ragnvald stannade kvar i Norge och blev efter kung Sigurds död en av Harald Gilles ledande män. Men sedan Harald gjort sig till ensamhärskare i Norge, for Ragnvald med kungens välsignelse och en krigsflotta till Orkney för att erövra det egna jarldömet, vilket misslyckades. På sin far Kols inrådan åkallade då Ragnvald sin döde morbror, Magnus den helige, och lovade att om han bara blev unnad sin rättmätiga del av morbroderns arv, så skulle han låta bygga en stenkyrka, "präktigare än någon annan som finns i landet" och tillse att helgonets heliga reliker, liksom biskopssätet, skulle flyttas dit.
Det fortsatta händelseförloppet är något oklart. Våren 1137 gjorde Ragnvald ett nytt försök att erövra öarna, och i samma veva blev Pål Håkonsson kidnappad och troligen avlivad. Enligt Orkneyinga saga var det Påls syster Margret som låg bakom bortförandet. Ragnvald hade i vilket fall som helst blivit bönhörd och hyllades nu som jarl över hela öriket. Han tackade helgonet med att genast sätta igång byggandet av Sankt Magnuskatedralen i Kirkwall, som finansierades med en extraskatt som bönderna fick betala mot att de i gengäld återfick den odalsrätt de blivit fråntagna under jarlen Torv-Einar.
Det visade sig nu att Ragnvald hade ett avtal med Margret, som innebar att han skulle bli förmyndare åt hennes femårige son Harald Maddadsson (Haraldr Maddaðarson) på villkor att sonen utsågs till Ragnvalds medjarl. Avtalet hade den fördelen för Ragnvald, att han som Haralds förmyndare kunde införliva Caithness, som gossen fått ärva, med sitt eget maktområde. Det ingångna avtalet fastslog även att Harald för all framtid, också i vuxen ålder, skulle vara underställd Ragnvald jarl på så sätt att om oenighet uppstod i någon fråga, så skulle Ragnvalds vilja gälla. Avtalet fungerade bra så länge Harald var ung. År 1150 for de båda jarlarna i största samförstånd till Norge, där de gemensamt hyllade kung Inge krokrygg.

### Korståg till det heliga landet
Ragnvalds ställning på öarna tycktes nu vara säker, och han bestämde sig för att företa ett korståg till det heliga landet. Expeditionen, som gick av stapeln 1151 och bestod av femton skepp, skildras utförligt i Orkneyinga saga. Berättelsen påminner dock så mycket om Sigurd Jorsalafares tidigare färd, att vissa händelser nog kan betvivlas. I Ragnvalds följe fanns åtskilliga stormän från både det egna jarldömet och från Norge, inklusive biskop Villjam av Orkney och den norske lendmannen Erling skakke. Flottan härjade i det moriska Spanien, brände en borg i Galicien och tycks ha gjort en äventyrlig kryssning genom Medelhavet; bland annat nedkämpades och sänktes ett saracenskt dromund-skepp. Som resans litterära höjdpunkt måste räknas Ragnvalds möte med den sköna ”drottning” Ermingerðr av Narbonne, vilket resulterade i flera kärleksdikter, som trots fornnordiska versmått och kenningar röjer ett starkt inflytande av sydfransk trubadurlyrik. Efter att ha varit i Jerusalem och simmat i Jordanfloden tog sig sällskapet till Miklagård, där de besökte kejsar Manuel I och väringagardet. Därefter for de till Apulien, varpå Ragnvald och några förtrogna tog sig på hästryggen till Rom. De följde sedan den gamla pilgrimsleden till Danmark och Norge, och återkom till Orkney julen 1153.

### Ragnvalds död och helgonförklaring
Under Ragnvalds frånvaro hade en brorson till Pål Håkonsson, kallad Erlend den unge, ställt krav på halva jarldömet, och en överenskommelse mellan honom och Harald Maddadsson var redan träffad. Icke desto mindre slöt Harald och Ragnvald nu ett förbund mot Erlend, som dräptes 1154. Men förhållandet var tidvis mycket spänt också mellan Ragnvald och Harald. De hade dock blivit förlikta och syntes vara såta vänner när Ragnvald den 20 augusti 1158 föll i ett bakhåll och blev mördad. Förövaren var den man som Ragnvald själv, i egenskap av Haralds förmyndare, en gång hade utsett till gossens fostrare. Harald hade dock, enligt Orkneyinga saga, ingenting med mordet att göra.
Ragnvald begravdes i den katedral han själv låtit bygga. Han "var mycket älskad där på öarna", står det i Orkneyinga saga: "han hade varit en stor hjälpare för många människor, givmild, saktmodig och vänsäll". Snart spreds rykten om hans helighet. "Gud uppenbarade hans förtjänster genom många och stora järtecken", vilka inträffade vid hans grav, liksom på den plats där han blivit mördad. På initiativ av skalden och biskopen Bjarne Kolbeinsson, och med påvens tillåtelse, blev Ragnvalds reliker skrinlagda år 1192. Påvens inblandning i helgonförklaringen är dock osäker.
Ragnvald hade vid sin död bara ett barn "kvar i livet"; en dotter som hette Ingrid. Om han haft någon hustru är inte känt.

## Diktning
Av Ragnvalds diktning återstår 35 lausavísur, av vilka 32 finns i Orkneyinga saga; de flesta härrör från korståget. Skalden framstår i dessa strofer som en glad och munter person med en ovanlig förmåga att snabbt improvisera en dikt för att roa eller ge sin syn på en just inträffad händelse. Han sägs i sådan grad ha haft ordet i sin makt att han vid ett tillfälle påstods "ha diktat vid vartannat ord" som kom över hans mun. Hur han lärde sig skaldekonsten är okänt, men också hans farfar Kali Sæbjarnarson uppges ha varit en god skald, även om endast en lausavísa av honom har blivit bevarad.
Någon gång på 1140-talet kom islänningen Hall Torarin-bredmagesson (Hallr Þórarinsson breiðmaga) till jarl Ragnvalds hov och erbjöd sig att bli dennes hirdman. Hall var skald, liksom jarlen, och för att roa sig själva och andra diktade de två gemensamt, vid något tillfälle, ett kväde som blev kallat Háttalykill (versmåttsnyckel), därför att det var avfattat på många olika versmått. Av denna dikt har 82 strofer helt eller delvis bevarats. Idén att skapa en dikt på alla versmått togs senare upp av Snorre Sturlasson i Háttatal, som antas ha varit den del av Snorres Edda som först blev skriven. Senare tillfogades Skáldskaparmál och Gylfaginning, i nu nämnd ordning, vilket omvandlade verket till en fullständig poetik.